# Ванген-ан-дер-Аре
Ванген-ан-дер-Аре (нем. Wangen an der Aare, алем. нем. Wange) — коммуна в Швейцарии, центр округа Обераргау в кантоне Берн.
До 2009 года являлась центром округа Ванген, с 2010 года — нового округа Обераргау. Официальный код — 992.
Население на 31 декабря 2022 года составляло 2388 человек. 1 января 2024 года в состав коммуны вошла бывшая коммуна Вангенрид (население на 31.12.2022 — 408 человек).